# جون غارلاند (لاعب كريكت)
جون غارلاند (بالإنجليزية: John Garland)‏ (22 أغسطس 1875 بملبورن في أستراليا - 23 فبراير 1938) هو لاعب كريكت أسترالي. لعب مع فريق فكتوريا للكريكت.

## وصلات خارجية
- جون غارلاند (لاعب كريكت) على موقع إي آس بي آن كريك إنفو (الإنجليزية)